# Central Nuclear Columbia

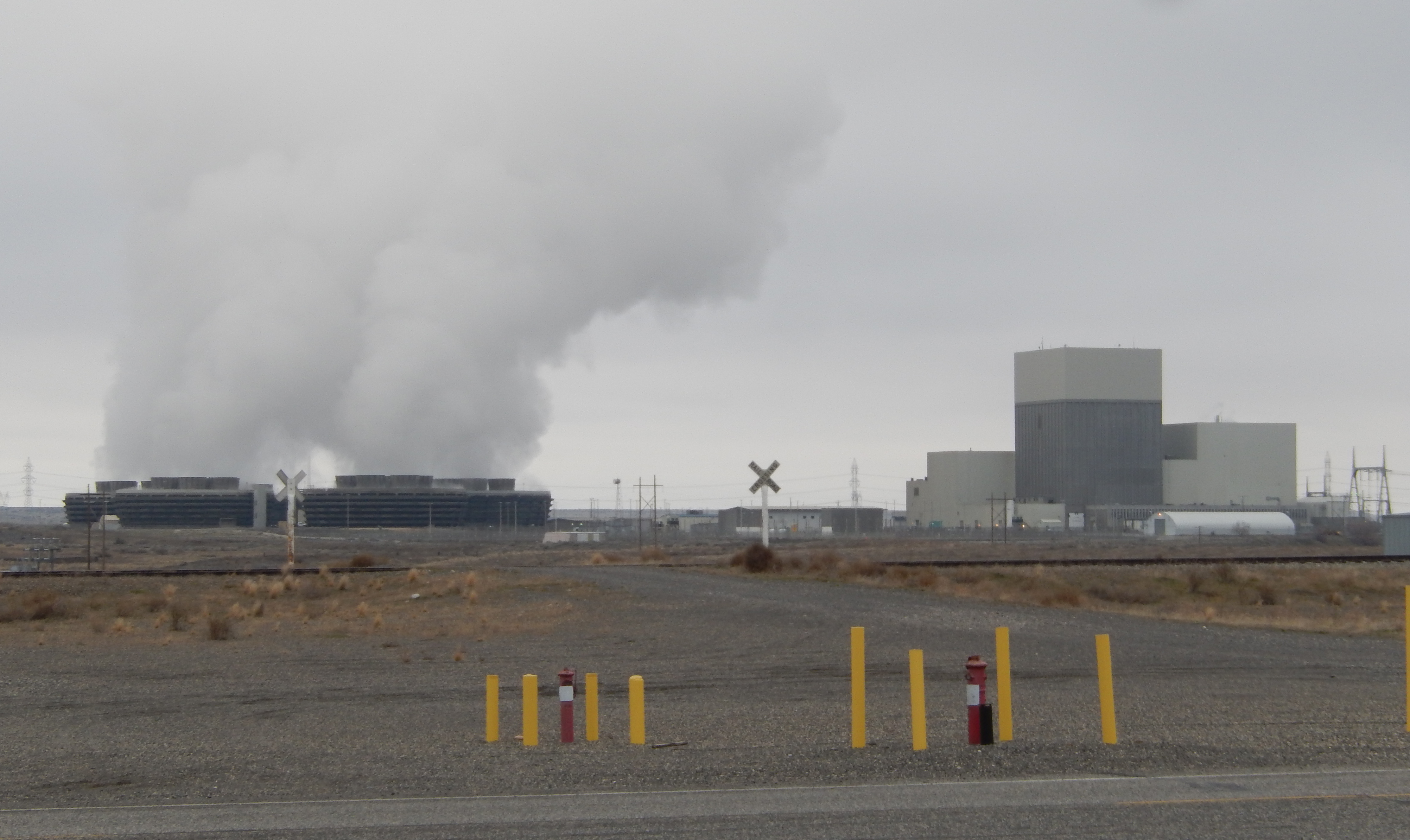
Imagen de la central nuclear Columbia.

La Central Nuclear Columbia, se compone de un reactor de agua en ebullición de General Electric situado en Hanford Site, 19 km al noroeste de Richland, Washington. Su emplazamiento tiene una superficie de 4,4 km² del Condado de Benton, Washington.
Las demoras en su construcción y los incrementos de costes llamaron mucho la atención del público y de los medios. La construcción se inició en 1972, pero pasaron más de diez años antes de que empezara a generar energía. 
Esta planta es propiedad y es gestionada por Energy Northwest, un consorcio de entidades públicas de Pacific Northwest. La denominación inicial de Energy Northwest fue Washington Public Power Supply System (WPPSS), despreciativamente conocida como "Whoops" (en inglés: gritos). Ello se debe a que WPPSS fue la responsable del fracaso más grande con bonos municipales en los Estados Unidos. El nombre original de la planta fue WNP-2, Washington Nuclear Power System. Hace varios años, WPPSS cambió su denominación por Energy Northwest, y el nombre de la planta se cambió de WNP-2 a Columbia Generating Station, presumiblemente con la intención de desvincular tanto la planta como su propietario del pasado.
Superada su conflictiva historia, no obstante, el reactor ha funcionado muy bien. De los cinco reactores comerciales inicialmente previstos para el estado de Washington, este reactor fue el único que se completó. 
El único reactor de la planta es un General Electric Tipo 5 clasificado para 1.157 MWe. La planta suministra a Washington el 9% de su capacidad de generación eléctrica.